# Distritos do Zimbabwe
As províncias do Zimbabwe são divididas em 59 distritos e 1200 municípios. Os distritos são listados abaixo, por província:

Mapa dos distritos do Zimbabwe mostrando províncias com bordas vermelhas

## Bulawayo (cidade)

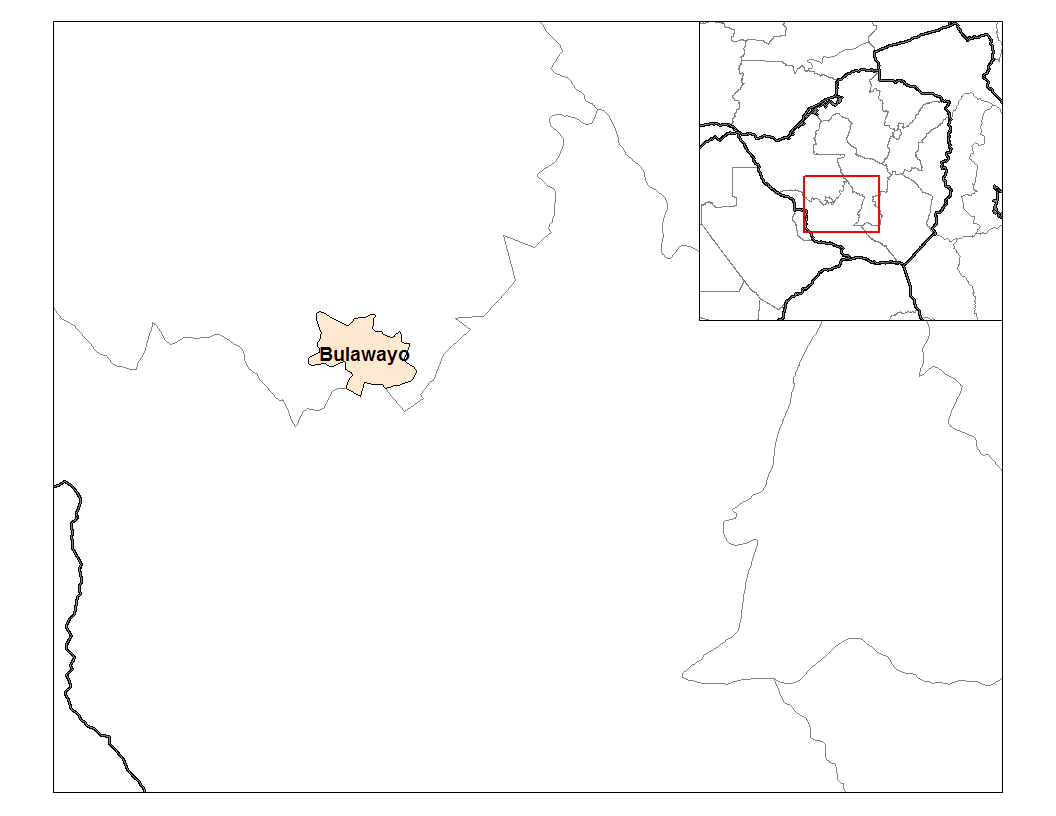
Distrito de Bulawayo

- Bulawayo

## Harare (cidade)

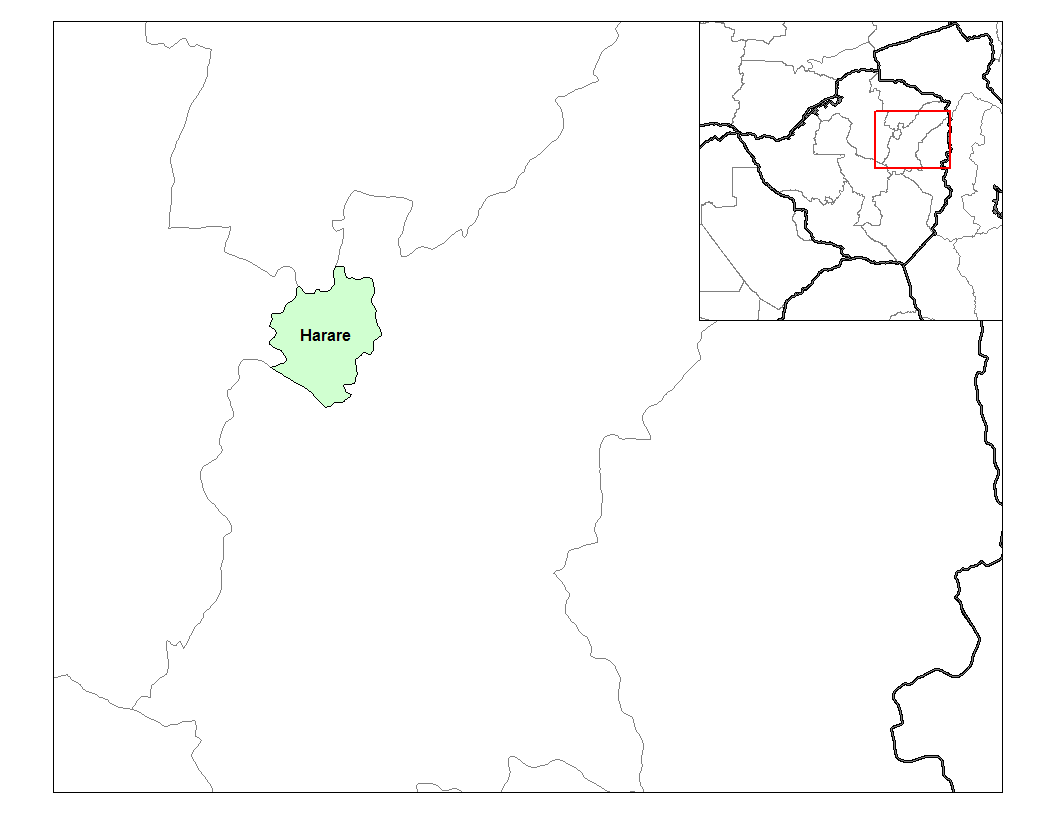
Distrito de Harare

- Harare

## Manicaland

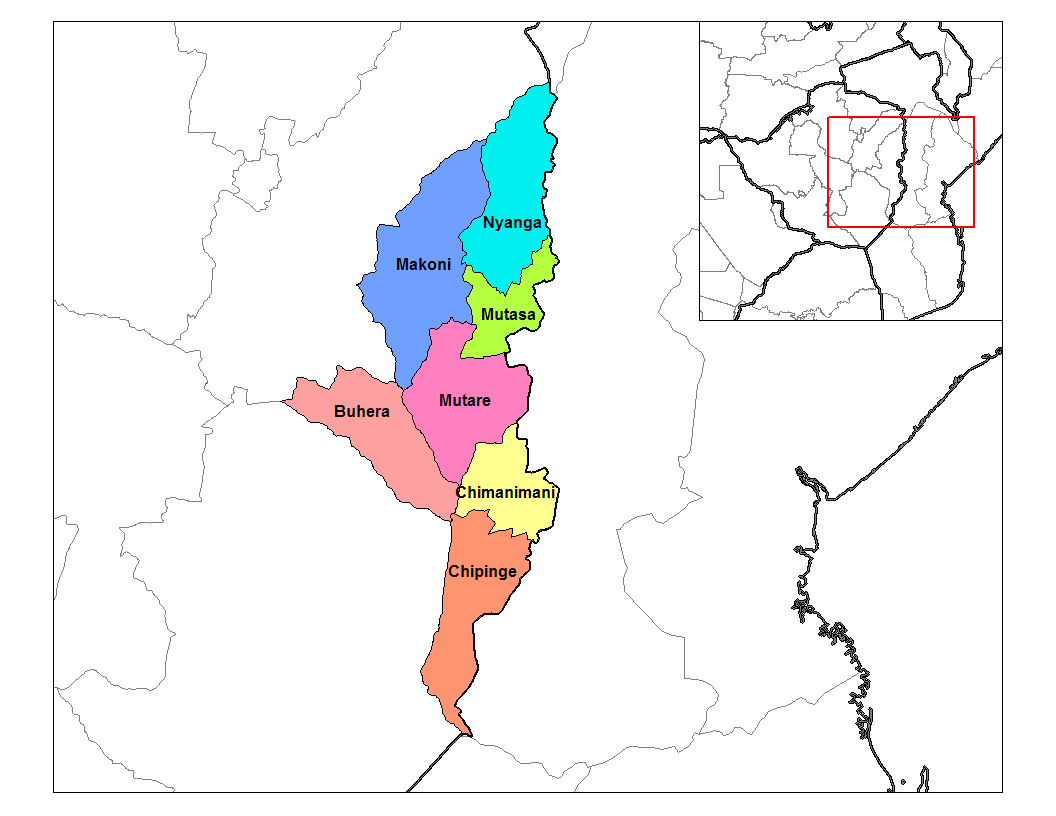
Distritos de Manicaland

- Buhera
- Chimanimani
- Chipinge
- Makoni
- Mutare
- Mutasa
- Nyanga

## Mashonaland Central

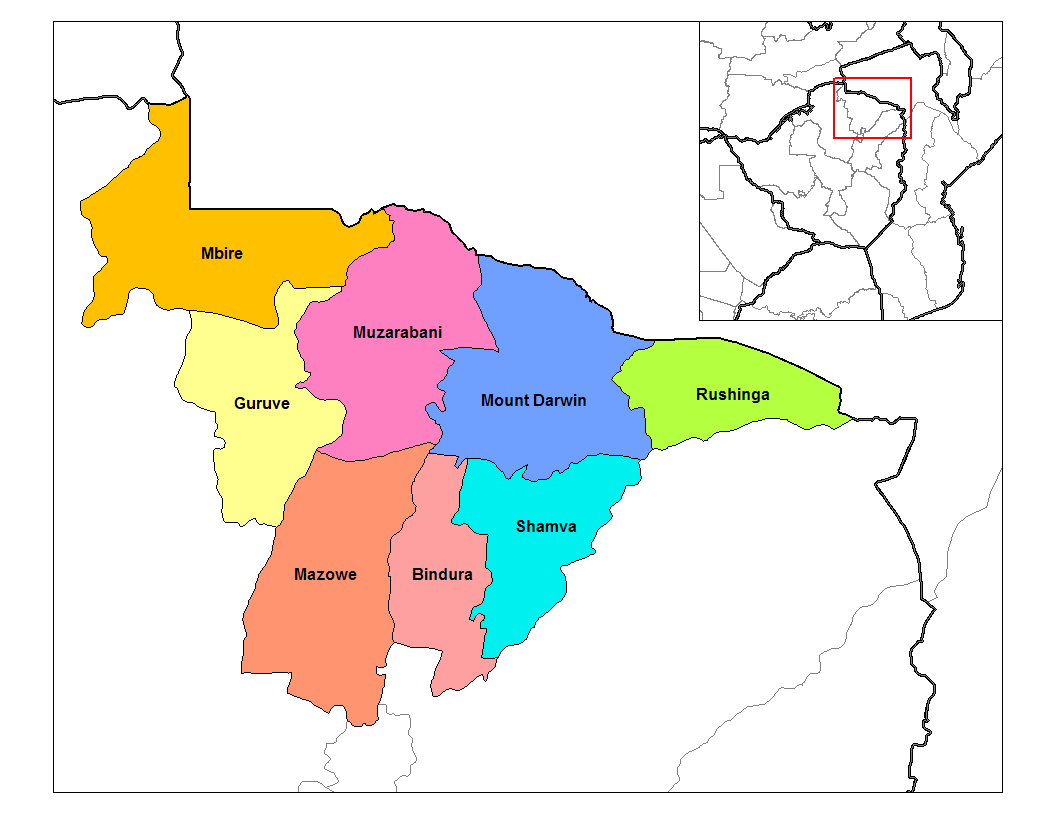
Distritos de Mashonaland Central

- Bindura
- Guruve
- Mazowe
- Mbire
- Mukumbura
- Muzarabani
- Rushinga
- Rushinga

## Mashonaland Este

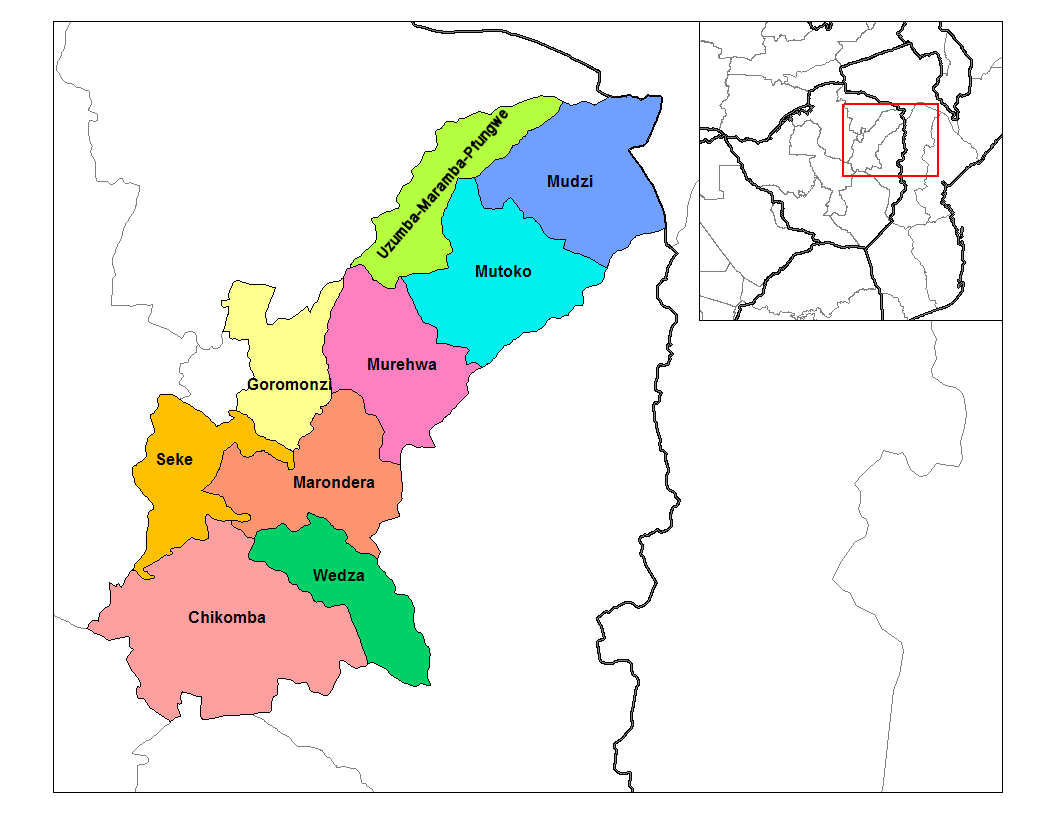
Distritos de Mashonaland Este

- Chikomba
- Goromonzi
- Hwedza
- Marondera
- Mudzi
- Murehwa
- Mutoko
- Seke
- Uzumba-Maramba-Pfungwe

## Mashonaland Oeste

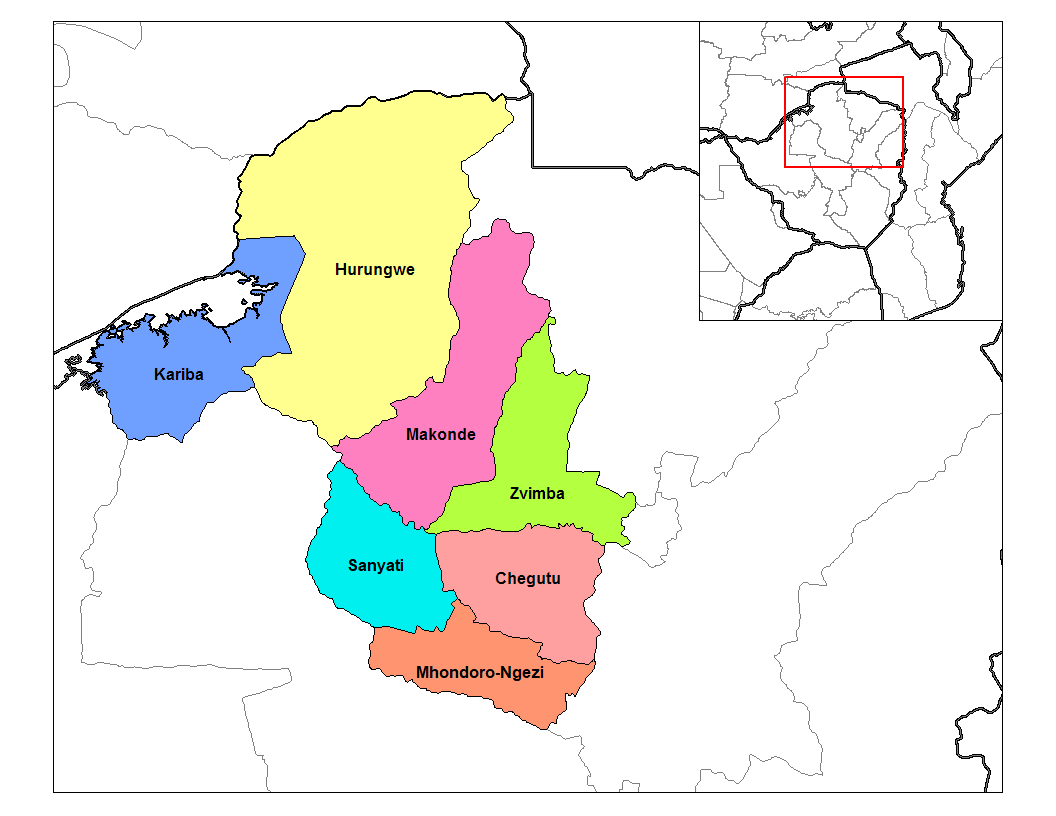
Distritos de Mashonaland Oeste

- Chegutu
- Hurungwe
- Kadoma
- Kariba
- Makonde
- Zvimba

## Masvingo

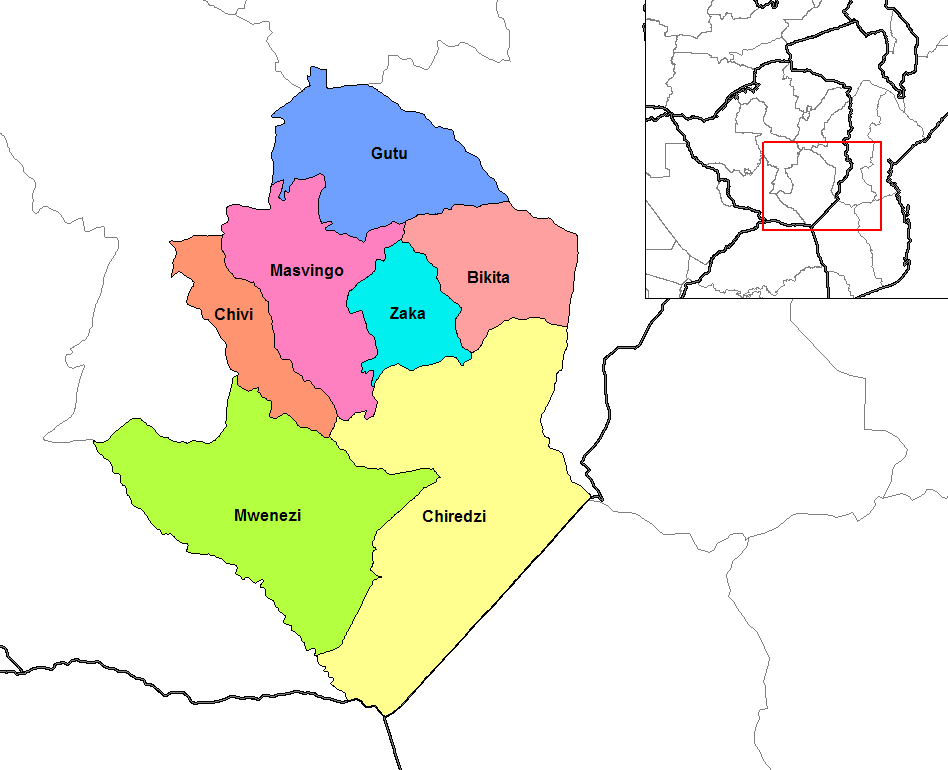
Distritos de Masvingo

- Bikita
- Chiredzi
- Chivi
- Gutu
- Masvingo
- Mwenezi
- Zaka

## Matabeleland Norte

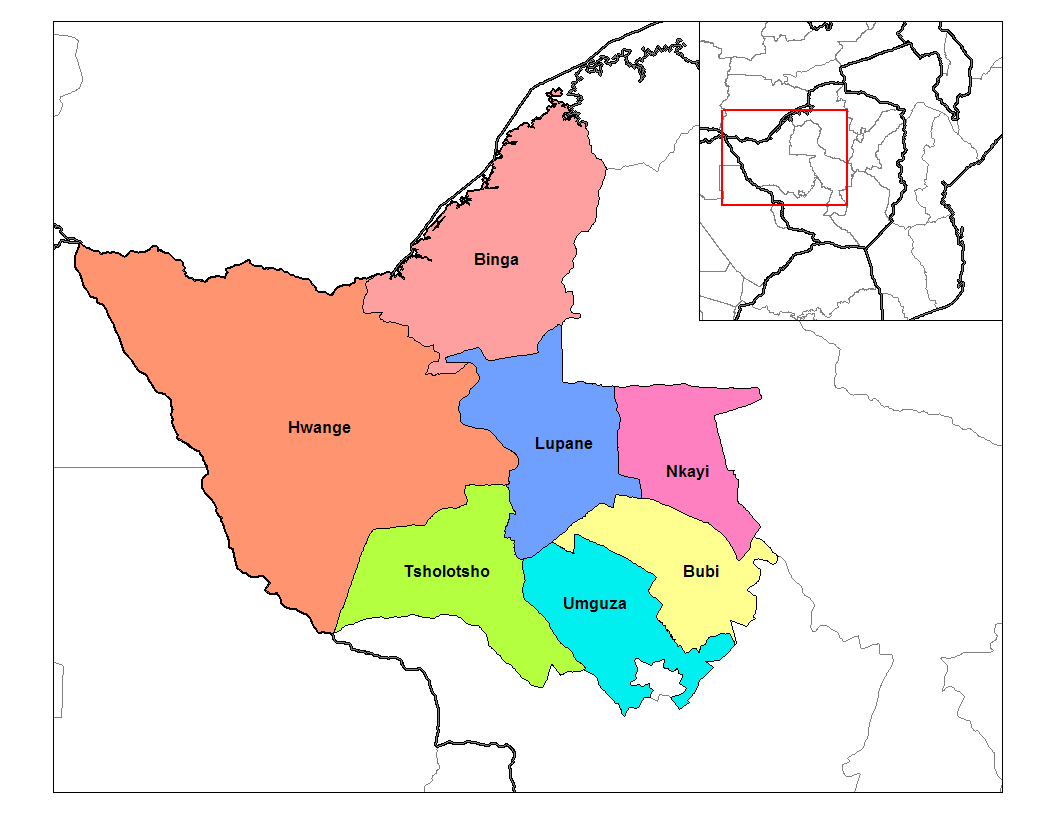
Distritos de Matabeleland Norte

- Binga
- Bubi
- Hwange
- Lupane
- Nkayi
- Tsholotsho
- Umguza

## Matabeleland Sul

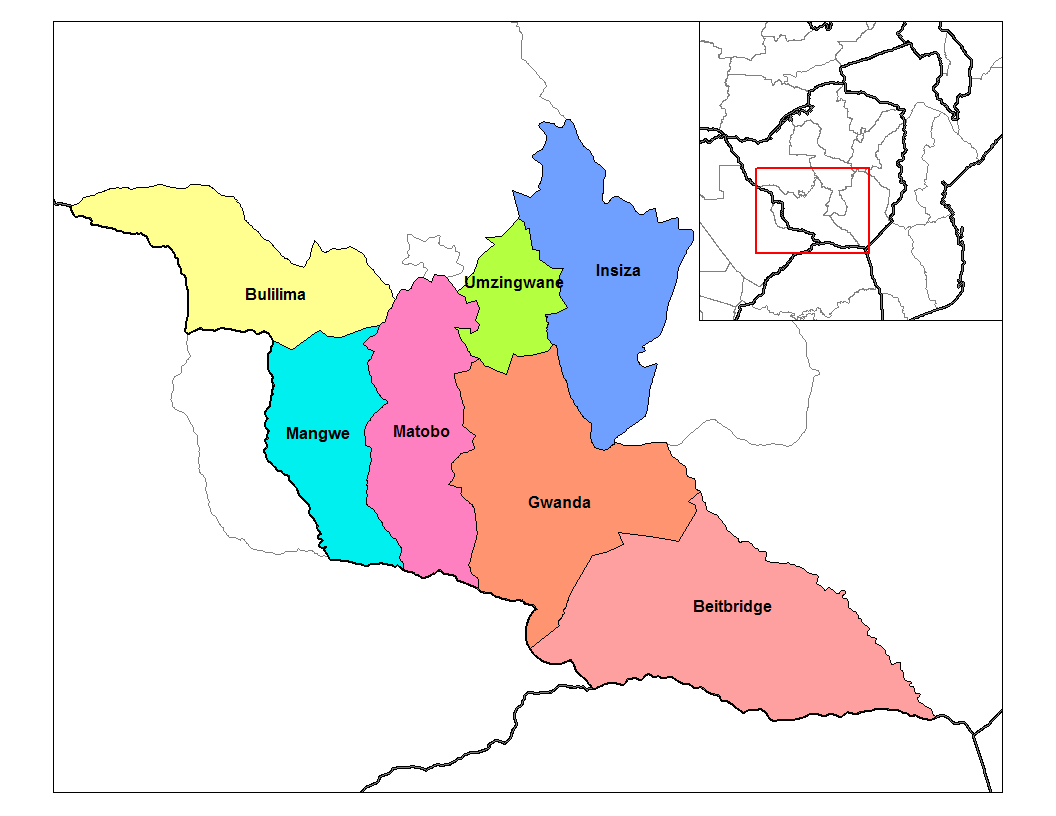
Distritos de Matabeleland Sul

- Beitbridge
- Bulilimamangwe
- Gwanda
- Insiza
- Matobo
- Umzingwane

## Midlands

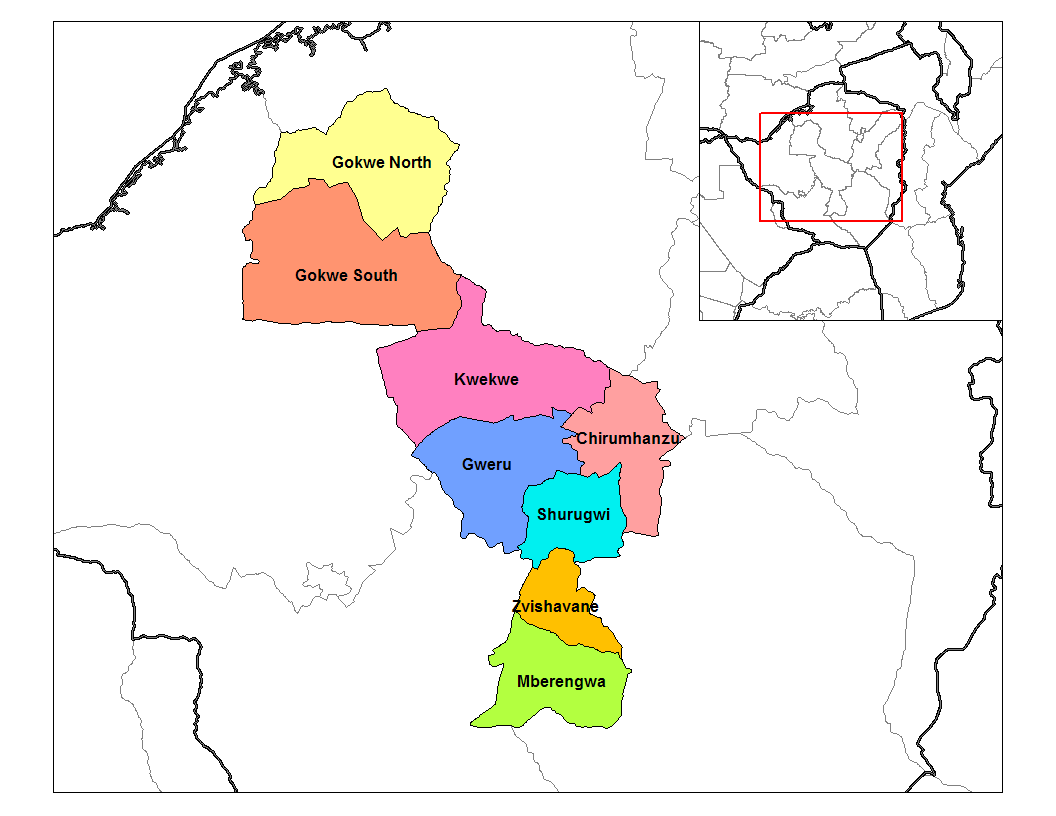
Distritos de Midlands

- Chirumhanzu
- Gokwe North
- Gokwe South
- Gweru
- Kwekwe
- Mberengwa
- Shurugwi
- Zvishavane